# Friedrich von Fallois
Joseph Ernst Karl Gottlieb Friedrich Wilhelm von Fallois (* 12. März 1801 in Ansbach; † 17. Mai 1867 in Berlin) war ein preußischer Generalleutnant.

## Leben

### Herkunft

Blason famille de Fallois

Friedrich war Angehöriger des ursprünglich lothringischen Adelsgeschlechts von Fallois. Seine Eltern waren der mecklenburgische Generalmajor Joseph Thomas von Fallois (1766–1835) und dessen Ehefrau Marie Jeanette, geborene Freiin von Mardefeld (1764–1846). Sein jüngerer Bruder Karl August von Fallois (1803–1877) war ebenfalls preußischer Generalleutnant.

### Werdegang
Fallois begann seine Laufbahn 1816 als Kadett in Berlin und wurde 1818 Sekondeleutnant im 2. Garde-Regiment zu Fuß. Er avancierte 1830 zum Premierleutnant, 1838 zum Kapitän und Kompaniechef und wurde mit seiner Beförderung zum Major 1846 auch 2. Kommandeur des II. Bataillon des 1. Garde-Landwehr-Regiments. 1850 erhielt er seine Versetzung zum 1. Infanterie-Regiment und steig 1853 zum Oberstleutnant auf. Am 13. Juli 1854 wurde Fallois zum Oberst befördert und zum Kommandeur des 21. Infanterie-Regiments ernannt. Daran schloss sich ab 15. Juni 1857 eine Verwendung als Kommandeur der 23. Infanterie-Brigade in Neiße an. Fallois avancierte im Mai 1858 zum Generalmajor und wurde 1859 mit dem Roten Adlerorden II. Klasse mit Eichenlaub geehrt. 1861 wurde er mit dem Charakter als Generalleutnant und Pension zur Disposition gestellt. Er wurde auf dem Invalidenfriedhof beigesetzt. 

### Familie
Fallois vermählte sich 1841 in Züllichau mit Marie Harrer (1822–1893). Aus der Ehe sind vier Kinder hervorgegangen.
- Marie Wilhelmine Charlotte Helene Anna (1842–1890)
- Antoinette Friederike Albertine Eugenie (1844–1907)
- Friedrich (1845–1913), preußischer Offizier, Gutsbesitzer und Politiker
- Joseph (1849–1912), preußischer General der Infanterie